# Le Fresne, Eure
 Le Fresne  là một xã thuộc tỉnh Eure trong vùng Normandie miền bắc nước Pháp.